# زبان‌های آنگلی
زبان‌های آنگلی، زبان‌های انگلیسی، یا ژرمنی جزیره‌ای گروهی از زبان‌گونه‌ها هستند که شامل انگلیسی باستان و همه گونه‌های مشتق شده از آن، یعنی انگلیسی میانه، انگلیسی نو نخستین و انگلیسی نو؛ اسکاتس پیشین، اسکاتس میانه و اسکاتس نو؛ و دو زبان منقرض‌شدهٔ یولا و فینگالی در ایرلند می‌شوند.